# 델마스
델마스(프랑스어: Delmas, 아이티어: Dèlma)는 아이티의 도시이다.인구는 379,650명(2003년)이다. 면적은 80.2km2이다.해발은 194m이다.아이티에서 인구가 3번째로 많은 도시이다.2010년 아이티 지진의 영향을 받았다.

## 2010년 지진
델마스는 2010년 1월 12일에 발생한 2010년 아이티 지진의 영향을 받았다. 2010년 2월 1일, 델마스에서 거리 조명을 위한 전기가 복구되었다.